# Oxyaciura formosae
Oxyaciura formosae är en tvåvingeart som först beskrevs av Friedrich Georg Hendel 1915.  Oxyaciura formosae ingår i släktet Oxyaciura och familjen borrflugor. Inga underarter finns listade i Catalogue of Life.